# Crati
Crati (grč.: Kratos; još i Crathis ili Crater)  je rijeka na jugu Italije, koja izvire u planinskom lancu La Sila u talijanskoj regiji Kalabriji (stari Bruttium), nedaleko od grada Cosenza, i gdje se u nju ulijeva rijeka Busento.
Rijeka Crati svojim tokom od 91 km prolazi središtem Kalabrije, dijelom prolazi granicom s regijom Lukanijom, da bi tok naglo skrenuo i u blizini drevnog grada Thurii (Turij) ulila s u Tarantski zaljev, u Jonsko more.

## Vanjske poveznice
|  | Zajednički poslužitelj ima još gradiva o temi Crati |